# Війська територіальної оборони (Білорусь)
Війська територіальної оборони Білорусі (ТерО) — компонент Збройних сил Білорусі призначений для територіальної оборони. Підпорядковується управлінню територіальної оборони ГШ Республіки Білорусь.

## Історія
В 2002 році в ході навчань «Березіна-2002» вперше були відпрацьовані практичні дії територіальних військ.
Управління територіальної оборони Генерального штабу збройних сил Республіки БІлорусь сформовано 1 вересня 2011 року. Основу управління склав офіцерський склад командування і Головного штабу Сухопутних військ РБ, який мав досвід практичної роботи з організації територіальної оборони. В період від 2011 до 2012 року управлінням територіальної оборони були розроблені нові організаційно-штатні структури військових частин територіальних військ, проведено нарощення їх бойових спроможностей.
Від 2012 року на базі відділів з підготовки територіальних військ механізованих бригад проводиться активна підготовка військових частин територіальних військ, призначених для виконання окремих бойових завдань. Від 2013 року ці відділи перейшли на цілеспрямовану підготовку військовозобов'язаних за військово-обліковими спеціальностями, що дозволяє підвищити укомплектованість територіальних військ і забезпечити їх готовність до виконання завдань за призначенням.
Від 2016 року організовані збори з питань військової безпеки й оборони держави з представниками обласних (Мінського міського) виконавчих комітетів, в ході яких проводяться заняття різноманітної спрямованості, визначаються завдання з подальшого вдосконалення системи територіальної оборони.
Визначальною подією для системи територіальної оборони стало проведення в 2016 році повномасштабного командно-штабного навчання з силами територіальної оборони Гродненської області, в ході якого на практиці були розгорнуті всі елементи системи територіальної оборони, відпрацьовано в повному обсязі комплекс завдань зі стабілізації обстановки в умовах активного впливу деструктивних сил, незаконних збройних формувань і диверсійно-розвідувальних сил супротивнка.
В 2017 році завершився черговий середньостроковий етап будівництва територіальної оборони Республіки Білорусь, в ході якого відбулися зміни в системі організації керівництва територіальною обороною. Протягом 2017 року органи управління територіальної оборони брали участь в більш ніж 15 різних заходах оперативної й бойової підготовки.
Основними з них були двустороння командно-штабна гра з оперативними командуваннями, спільне штабне тренування об'єднаного командування РГВ (С), яка проводиться під керівництвом начальника ГШ ЗС РБ, а також різні штабні навчання з управліннями оперативних командувань, командування ССО і штабами механізованих бригад. В цих заходах активну участь брали представники інших силових відомств, а також посадові особи зі складу місцевих Рад оборони, в ході них детально відпрацьовувалися питання планування спільного виконання завдань, організація взаємодії з органами управління і силами територіальної оборони.
20 лютого 2023 року під час Російського вторгнення в Україну 2022 року на засідання ради безпеки Білорусі, яке скликав самопроголошений президент Олександр Лукашенко, оголосили про формування “народного ополчення”, до якого можуть залучити 100-150 тисяч людей.

## Основні завдання
- Організація територіальної оборони;
- Планування й забезпечення керівництва її підготовкою, розгортанням і веденням;
- Координація діяльності державних органів та інших організацій, а також збройних сил, інших військ і військових формувань з виконання завдань територіальної оборони.

## Структура
Структура управління:
- 1-й відділ (організація територіальної оборони і підготовка територіальних військ)
- 2-й відділ (організація формування територіальних військ і напрямів)

Структура військ:
- зона територіальної оборони (бригада територіальної оборони, Берестейська область)
- зона територіальної оборони (бригада територіальної оборони, Гомельська область)
- зона територіальної оборони (бригада територіальної оборони, Гродненська область)
- зона територіальної оборони (бригада територіальної оборони, Могильовська область)
- зона територіальної оборони (бригада територіальної оборони, Мінська область)
- зона територіальної оборони (бригада територіальної оборони, Вітебська область)
- зона територіальної оборони (бригада територіальної оборони, Мінськ)

## Командування
- генерал-майор Матрашило Ігор (2011)
- генерал-майор Дудко Сергій Григорович (2017)
- полковник Пасеко Андрій Олександрович (2018)[1]